# Juan Martínez Abades
Juan Martínez Abades (n. 7 martie 1862, Gijón, provincia Asturia⁠(d), Spania – d. 19 ianuarie 1920, Madrid, Noua Castilie⁠(d), Spania) a fost un pictor spaniol în stil naturalist, care s-a specializat în peisaje marine și alte scene maritime din Cornisa Cantábrica⁠(d). A fost, de asemenea, un compozitor talentat și cântăreț semi-profesionist.

## Biografie
S-a născut la Gijón. Tatăl său era industriaș, iar Juan și-a făcut studiile secundare la Real Instituto Jovellanos; o școală dedicată mineritului și activităților maritime fondată de Gaspar Melchor de Jovellanos. Acolo și-a etalat mai întâi talentele artistice, copiind lucrări din colecția lui Jovellanos. Mai târziu, a plecat la Madrid, unde a studiat la „Escuela Especial de Pintura, Escultura y Grabado” (o filială a Real Academia de Bellas Artes de San Fernando) între 1880 și 1887. Profesorii săi de acolo au fost, printre alții, sculptorul José Gragera⁠(d) și pictorul, Ignacio Suárez Llanos.
După absolvire, a participat la Expoziția Națională de Arte Plastice cu un tablou istoric despre moartea Messalinei. Datorită acesteia, a primit o bursă de călătorie de la Diputación de Oviedo, care i-a permis să viziteze Italia și să studieze la Accademia di San Luca⁠(d). În 1890 și 1892, a primit locul doi la Expoziția Națională și a obținut primul loc în 1901.
Cu sprijinul lui Florencio Valdés (1836-1910, industriaș și co-fondator al ziarului El Comercio) a reușit să se stabilească la Madrid. A participat la fiecare Expoziție Națională până în 1917 și a continuat să fie și compozitor, interpretând ocazional propriile lucrări. Cuplé -urile sale au fost înregistrate, printre alții, de Raquel Meller⁠(d) și Sara Montiel și apar în coloana sonoră a unor filme precum The Violet Seller (1958). Unul dintre cuplele sale, „Los Amores de Ana”, înregistrat de mai multe ori, a fost înregistrat recent de Ana Belén⁠(d).
Din 1894 până la moartea sa, a colaborat frecvent cu ilustrații la revista Blanco y Negro. A expus, de asemenea, și la Chicago (World's Columbian Exposition, 1893)  și Havana (1914).
Căsătoria sa cu o femeie din Insulele Canare în 1891 l-a ajutat în a obține posibilitatea de a decora primăriei din Santa Cruz de Tenerife, iar picturile sale maritime au devenit foarte eclectice, cuprinzând scene în stil costumbrista, nave noi și istorice, păsări de coastă și formațiuni geologice.
Scăderea popularității pentru aceste tipuri de picturi după începutul secolului l-a determinat să se concentreze mai mult pe cariera sa de compozitor, deși, din 1912 până în 1914, a proiectat o serie de calendare care au fost folosite de Marina Spaniolă. A murit la Madrid, la vârsta de 57 de ani. În 1987, Muzeul de Arte Frumoase din Asturias a organizat o mare retrospectivă itinerantă a operelor sale.

## Picturi alese

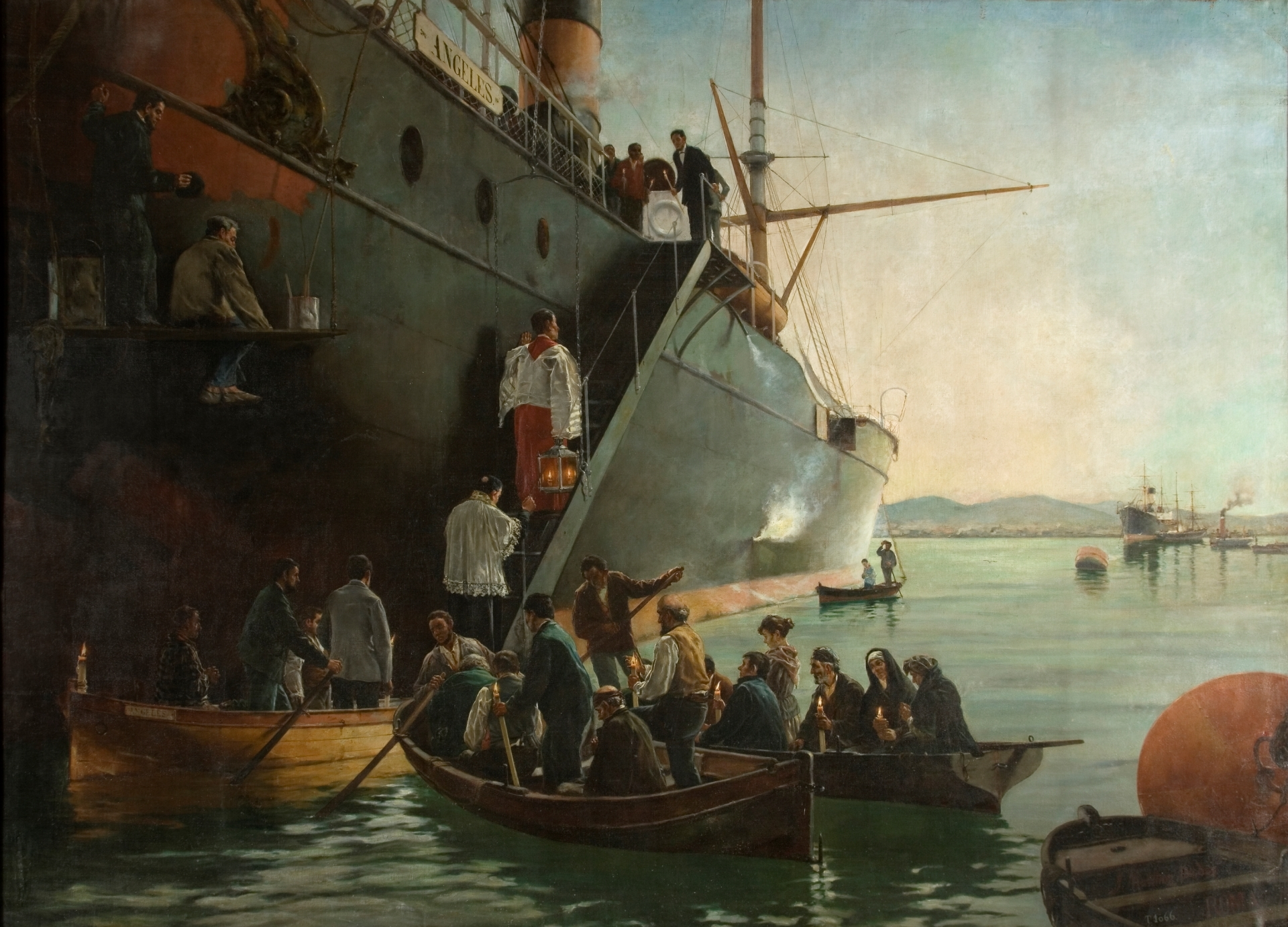
Viaticum⁠(d) sosește la bord. (National Exhibition, 1890)
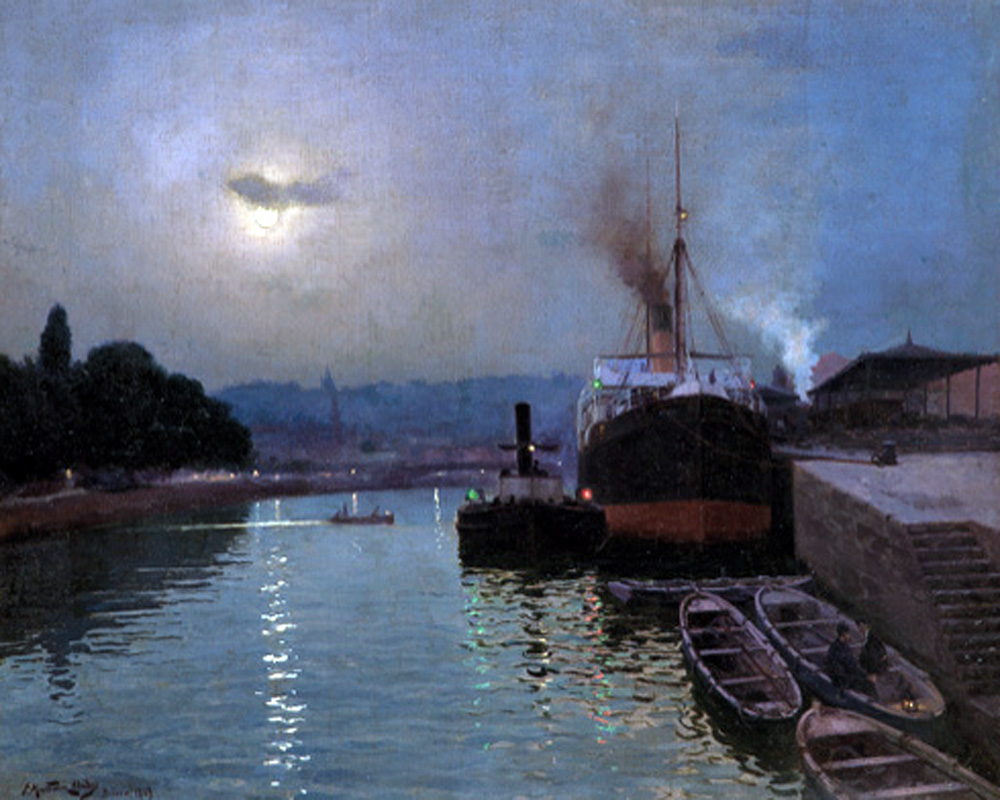
Noapte în portul Bilbao
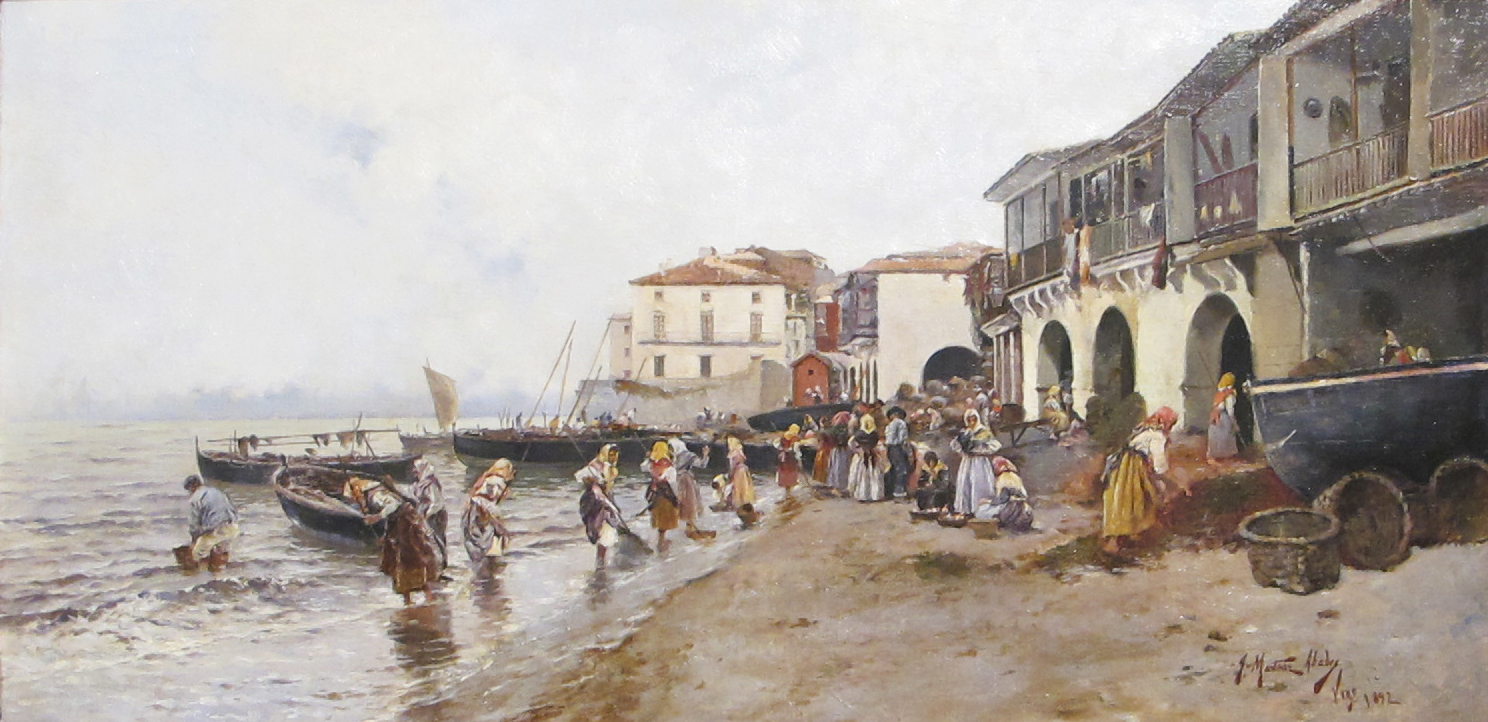
Culegerea algelor de pe mal la Berbes⁠(d).